# Plavecký Štvrtok
Plavecký Štvrtok (Hongaars:Detrekőcsütörtök) is een Slowaakse gemeente in de regio Bratislava, en maakt deel uit van het district Malacky.
Plavecký Štvrtok telt 2296 inwoners.